# Gendersternchen
Das Gendersternchen oder der Genderstern (von englisch gender [ˈdʒɛndɐ] „soziales Geschlecht“) ist ein Sternchen (Asterisk), das als Mittel der gendersensiblen Schreibung im Deutschen verwendet wird. Als Platzhalter soll der Asterisk in Personenbezeichnungen neben männlichen und weiblichen auch nichtbinäre, diversgeschlechtliche Personen typografisch sichtbar machen und einbeziehen. Er ist damit ein Instrument der sozialen Inklusion oder des Diversity Management.
Das Schriftzeichen * wird hierbei genutzt zur Vermeidung von generischen Maskulinformen (Künstler), um in der verkürzten Paarform (Künstler/-innen) den Schrägstrich zu ersetzen und die Bedeutung zu erweitern: Künstler*innen. Im Singular kann auch eine Person bezeichnet werden, die nicht männlich oder weiblich ist: Alex ist ein*e Künstler*in. Als unpassend kann das Sternchen empfunden werden, wenn sich nicht zwei einzeln lesbare Ausdrücke ergeben, beispielsweise bei „Kolleg*in“ (Kollege fehlt), bei Umlautungen wie „Ärzt*in“ (Arzt fehlt) oder bei nicht übereinstimmenden grammatischen Bezügen beider Formen: „ein*e Abgeordnete*r“ (siehe Problemfälle bei Kurzformen).
Nachdem in den 1990er-Jahren die Schreibweise trans* aufgekommen war, um mit dem Sternchen Transgeschlechtlichkeit zu symbolisieren, wurde das Zeichen 2009 als Genderstern vorgeschlagen, als Weiterentwicklung der 2003 vorgeschlagenen Schreibweise mit Gender-Gap (Künstler_innen). Das Wort „Gendersternchen“ wurde 2018 zum Anglizismus des Jahres gewählt. Beim Vortragen können Genderzeichen zu einer Beidnennung aufgelöst (Künstler und Künstlerinnen) oder mit einer kurzen Sprechpause zum Ausdruck gebracht werden: Künstler-innen [ˈkʏnstlɐʔɪnən], was einem Glottisschlag entspricht und „Gender-Pause“ genannt wird. Der Gebrauch eines Sternchens im Wortinneren ist allerdings nicht Bestandteil der amtlichen Rechtschreibung.
2020 führt der Rechtschreibduden das Sternchen als „vom amtlichen Regelwerk nicht abgedeckte“ Möglichkeit des „geschlechtergerechten Sprachgebrauchs“ auf. 2021 empfiehlt der Rat für deutsche Rechtschreibung zwar nicht die Aufnahme des Gendersterns ins offizielle Regelwerk, beobachtet ihn und andere mehrgeschlechtliche Schreibweisen jedoch weiterhin. Die Gesellschaft für deutsche Sprache erkennt das Sternchen, andere Genderzeichen oder Gender-Pausen nicht als geeignete Mittel an, um diskriminierungsfreie Sprache umzusetzen. Neben dem ZDF nutzen auch andere Medien das Sternchen häufig zum Gendern; einige Behörden und Verwaltungen im deutschsprachigen Raum empfehlen in ihren Sprachleitfäden seine Verwendung für die interne und externe Kommunikation (siehe Liste von Einrichtungen, die Genderzeichen nutzen). Anstelle des Sternchens wird seit 2016 zunehmend der Gender-Doppelpunkt genutzt (Mitarbeiter:innen).

## Geschichte

### Vorgeschichte
Frühe Vorkommen von Doppelnennungen finden sich beispielsweise im Jahr 1478 in einer Nürnberger Polizeiverordnung, die verfügt, „dass kein Bürger oder Bürgerin, Gast oder Gästin in dieser Stadt Nürnberg […] betteln soll“ (das kein burger oder burgerin, gast oder gestin in diser stat Nuremberg  .. peteln sol). Im 19. Jahrhundert entwickelte sich für paarige Personenbezeichnungen eine verkürzende Schreibweise mit Klammern, bei der die weibliche Wortendung eingeklammert an die männliche Bezeichnung angehängt wird: Lehrer(innen). Ab den 1940ern verbreitete sich die Schreibweise mit Schrägstrich plus Bindestrich: Lehrer/-innen. Im Rahmen der zweiten Frauenbewegung ab den 1960ern wurde der Schrägstrich verstärkt eingesetzt, um Frauen sichtbar zu machen, während allgemein noch der Gebrauch von rein männlichen Personenbezeichnungen zur geschlechtlichen Verallgemeinerung üblich war (generisches Maskulinum: alle Lehrer).
Ab den späten 1970er-Jahren entwickelte die Feministische Linguistik das Konzept der „geschlechtergerechten Sprache“ und passende Formulierungsmöglichkeiten, um Frauen auch sprachlich gleich zu behandeln. Befördert wurde diese Entwicklung durch die UN-Konvention zur Beseitigung jeder Form von Diskriminierung der Frau im Jahr 1979 und den von den Vereinten Nationen 1987 veröffentlichten Guide to Non-Sexist Language (Leitfaden für einen nicht-sexistischen Sprachgebrauch).
1981 war der Vorschlag aufgekommen, den Schrägstrich mit dem nachfolgenden kleinen „i“ zum Großbuchstaben „I“ zusammenzuziehen, als „Binnen-I“ bezeichnet: LehrerInnen. Daran kritisierte in der Folge die Queer-Theorie, dass mit dem Binnen-I nur die Zweigeschlechtlichkeit betont werde, aber nichtbinäre Geschlechtsidentitäten und intergeschlechtliche Personen sprachlich ausgeschlossen blieben (vergleiche Gender).
Im Jahr 2003 wurde vorgeschlagen, die zweigeschlechtlichen Kurzformen mit Schrägstrich oder Binnen-I durch einen Unterstrich zwischen der männlichen Wortform beziehungsweise dem Wortstamm und der weiblichen Endung zu erweitern, um „einen anderen Ort von Geschlechtlichkeit“ zu öffnen: Lehrer_innen. Diese genderinkludierende Schreibweise wurde im Anschluss als Gender-Gap oder Gendergap („sprachliche Geschlechter-Lücke“) bezeichnet.

### Trans-Sternchen
Das Schriftzeichen Sternchen (Asterisk *) wird seit den 1960er-Jahren in der Informatik als Platzhalter (Wildcard) für eine beliebige Zeichenkette verwendet. Beispielsweise listet eine Suchanfrage nach *.txt alle vorhandenen Textdateien, wobei der hochgestellte Stern beliebige Dateinamen repräsentiert. In Suchfeldern würde die Eingabe A* alle Ergebnisse anzeigen, die mit dem Buchstaben „A“ beginnen.
Die früheste Nutzung des Sternchens (englisch asterisk oder star) als Bestandteil eines Wortes findet sich in den 1990er-Jahren in der Bezeichnung trans* in englischsprachigen LGBT-Communities, benannt als trans asterisk oder trans star. Das erklärte der britische Lexikograf Jonathan Dent 2018 zur Aufnahme des Worts in das Oxford English Dictionary; die Bedeutung lautet:

„trans*: ursprünglich gebraucht, um ausdrücklich sowohl transsexuelle als auch transgender oder (heute üblicherweise) daneben auch genderfluide, agender und weitere Geschlechtsidentitäten einzuschließen“

„trans*: originally used to include explicitly both transsexual and transgender, or (now usually) to indicate the inclusion of gender identities such as gender-fluid, agender, etc., alongside transsexual and transgender“

2002 schrieb Alexander Regh in seinem Buchbeitrag Transgender in Deutschland zwischen Transsexuellen-Selbsthilfe und Kritik an der Zweigeschlechterordnung: Quo vadis, Trans(wasauchimmer)?, dass sich die Bezeichnungen trans* und Trans*-Mensch in selbstbestimmten Trans-Communities in Deutschland seit Mitte der 1990er-Jahre zu etablieren begannen. Der von Regh und anderen im Mai 1999 in Köln gegründete Selbsthilfeverein TransMann e. V. nutzt die beiden Schreibweisen Trans* und adjektivisch trans* seit dem Jahr 2000 auf seiner Website.
2012 verdeutlichte der US-amerikanische Autor und Aktivist Sam Killermann in einer online verbreiteten Grafik, welche Bedeutungen das Sternchen am Wort trans habe: Es stehe für ein Spektrum von Transgender-Geschlechtsidentitäten im Unterschied zu Cisgender-Frauen und -Männern (die sich mit ihrem Geburtsgeschlecht identifizieren). Killermann nennt nichtbinär, genderqueer („quer zu den Geschlechtern“), bigender („beidgeschlechtlich“), Two-Spirit („Zweigeist“), androgyn („zwitterhaft“), drittes Geschlecht und neun weitere Varianten. 2014 stellte ein US-amerikanischer Artikel unter dem Titel Asterisk fest, dass die Schreibweise trans* ab 2010 in Online-Gender-Communities gebräuchlich geworden sei, nachdem sie in den Jahren zuvor nur gelegentlich online oder in Druckwerken aufgetaucht war.

### Genderstern

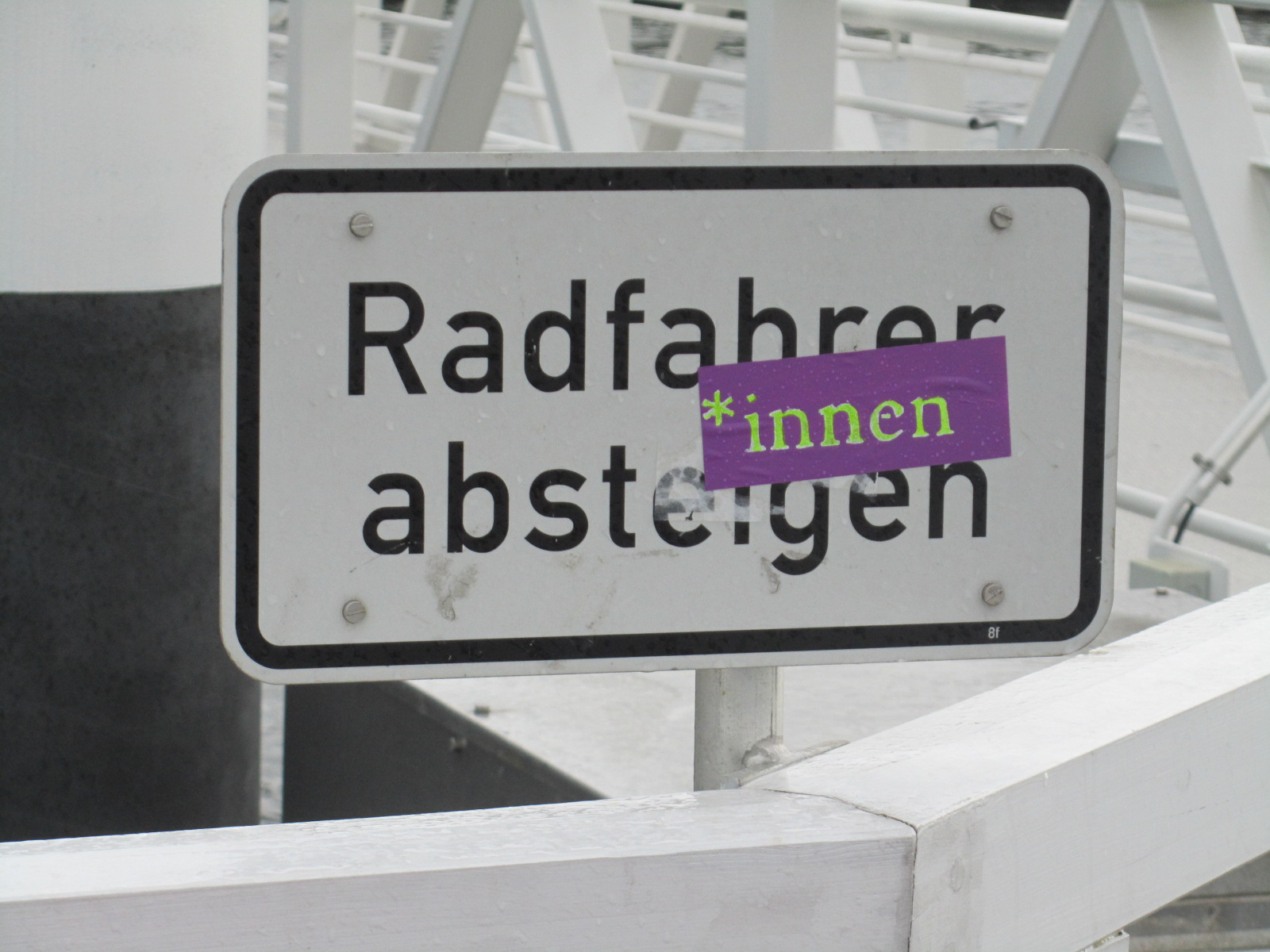
„*innen“-Aufkleber auf einem Hinweisschild in Kiel an der Hörnbrücke (2015)

2009 wurde der Asterisk als Genderzeichen vorgeschlagen im Leitfaden zum geschlechtergerechten Sprachgebrauch von Beatrice Fischer und Michaela Wolf am Zentrum für Translationswissenschaft der Universität Wien, gedacht für Lehrveranstaltungen und wissenschaftliche Arbeiten: „Das Gender Gap kann auch mit einem Sternchen * zum Ausdruck gebracht werden.“ Hierbei wurde der bis dahin verwendete Unterstrich (Akademiker_innen) ersetzt durch den hochgestellten Stern: Akademiker*innen.
2010 erwähnte ein Gutachten der deutschen Antidiskriminierungsstelle des Bundes die Schreibweise mit Sternchen in Zusammenhang mit intergeschlechtlichen und Transgender-Personen: „Trans* ist ein recht junger, im deutschsprachigen Raum inzwischen verbreiteter, weit gefasster Oberbegriff für eine Vielfalt von Identitäten und Lebensweisen. Dabei dient der Stern * als Platzhalter für diverse Komposita“ (Wortzusammensetzungen).
Zunächst wurde die Schreibweise von Kurzformen mit Sternchen (Student*innen) von einigen Gleichstellungsbeauftragten in Hochschulverwaltungen aufgegriffen, so arbeitete die Philosophin Gudrun Perko 2012 einen Sprachleitfaden für die Fachhochschule Potsdam aus, in dem neben dem Gender-Gap (Unterstrich) auch der Stern als „queere Schreibweise“ empfohlen wurde zur Inklusion von weiteren Geschlechtern neben Männern und Frauen. 2013 enthielt der Leitfaden der Freien Universität Berlin eine gleichlautende Erklärung und Empfehlung. Die Universität Köln führte Genderstern und Unterstrich 2014 ein.
Während das Sternchen zunächst nur im hochschulischen Umfeld gebräuchlich wurde, trat es ab 2015 zunehmend auch in anderen Bereichen in Erscheinung, etwa in öffentlichen Verwaltungen und Institutionen. In Dokumenten der deutschen Partei Bündnis 90/Die Grünen ist der Genderstern seit einem Parteitagsbeschluss von 2015 der „Regelfall“, um inter- und transgeschlechtliche Personen nicht zu diskriminieren.
Für offizielle Schriftstücke des Berliner Senats wurde er 2017 eingeführt; bereits in der Berliner Koalitionsvereinbarung war er 2016 verwendet worden. In einige Organisationsnamen wurde der Stern aufgenommen: Föderation deutschsprachiger Anarchist*innen (ab 2013), Berufsverband Bildender Künstler*innen Berlin (ab 2017) oder Internationale Konföderation der Arbeiter*innen (ab 2018). Im Jahr 2017 gab es kurzzeitig das Online-Lexikon Agent*In. Im März 2021 nahm ein bundesweiter Zusammenschluss von Medienschaffenden das Sternchen in seinen Namen auf: Neue deutsche Medienmacher*innen.

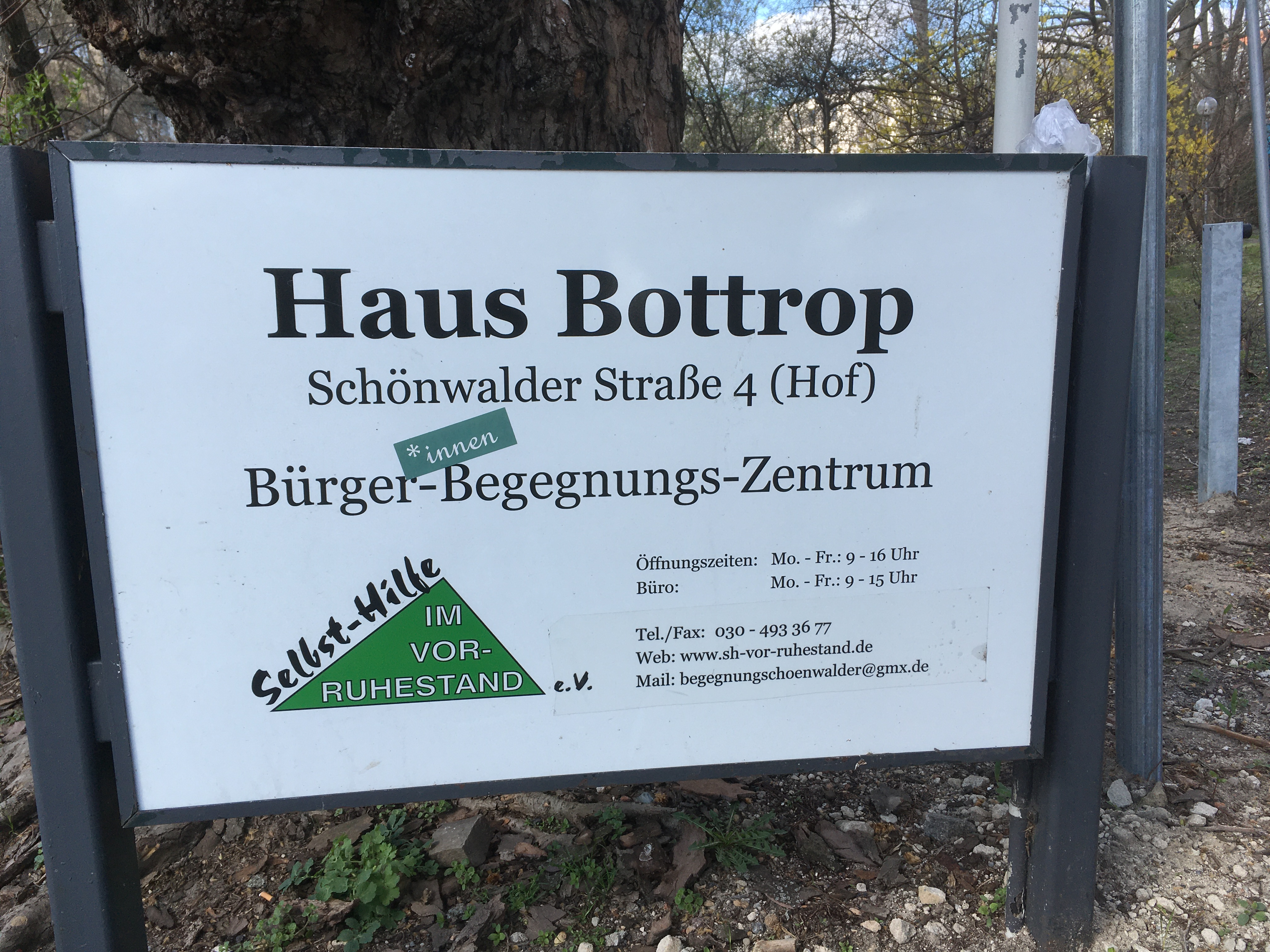
Schild für ein Bürger-Begegnungs-Zentrum mit „*innen“-Aufkleber in Berlin-Wedding (2021)

Das Aktuelle Lexikon der Süddeutschen Zeitung vermerkte im Januar 2021 zum Gendersternchen: „Trotz reichlich Kritik: Das Sonderzeichen ist auch in Deutschland mitten in der Gesellschaft angekommen. Es dient einer geschlechtersensiblen und diskriminierungsfreien Sprache.“ In ihren Wahlprogrammen zur Bundestagswahl 2021 verwendeten SPD, Bündnis 90/Die Grünen und Die Linke Gendersternchen; eine Position zum Thema „Geschlechtergerechte Sprache“ enthielt aber nur das Wahlprogramm der AfD: „Politisch korrekte Sprachvorgaben zur Durchsetzung der Gender-Ideologie lehnen wir ab“. Im anfolgenden Koalitionsvertrag von SPD, Grünen und FDP finden sich keine Genderzeichen, nur Beidnennungen als geschlechtergerechte Schreibweisen.
Die deutsche Katholische Studierende Jugend (KSJ) schlug 2020 die mehrgeschlechtliche Schreibweise Gott* vor; die Katholische junge Gemeinde (KjG) wollte im Frühjahr 2022 über die Einführung dieser Schreibweise entscheiden, möglich sollte auch Gott+ mit Pluszeichen sein. Einige christliche Organisationen wie das ZdK oder die EKD verwenden den Genderstern in verkürzten Paarformen zur Einbeziehung von Personen mit nichtbinärer Geschlechtsidentität. Im August 2021 trat ein Pastor in der ARD-Sendung Das Wort zum Sonntag für das gesprochene Gendersternchen ein. Eine Ausstellung im Frankfurter Bibelhaus Erlebnismuseum trägt den Titel G*tt w/m/d – Geschlechtervielfalt seit biblischen Zeiten. Ende 2021 führt die Katholische Jugend Österreich (KJÖ) den Genderstern ein, „weil ein sensibler und achtsamer Umgang mit allen Menschen für eine christliche Werteerhaltung unerlässlich ist“.
Im Jahr 2021 wählten weitere Stadt- und Länderverwaltungen das Sternchen als genderinklusive Schreibweise: Mülheim an der Ruhr, Köln, Basel-Stadt, Tirol, Norderstedt und Bonn; 2022 waren es bis Juni die Städte Bern, Meerbusch, Münster, Mönchengladbach und Zürich (siehe Liste von Behörden, die Genderzeichen nutzen).
 Im April 2022 brachte der Hersteller Mattel zu seinem Spiel Scrabble einen optionalen Stein heraus, als „Genderstein“ bezeichnet: *IN (10 Punkte wert). Er kann an jede Personenbezeichnung angelegt werden, die auf -er endet, beziehungsweise eine Endung auf -e kann durch den Genderstein ersetzt werden: HIRTE → HIRT*IN (vergleiche Abgeleitete Personenbezeichnungen mit -in). Der neue „Stein des Anstoßes“ ist kostenlos erhältlich und soll einen Anstoß geben für gendergerechte Sprache, „damit in der Sprache alle Menschen sichtbar werden“. Der punkthohe Genderstein soll auch verdeutlichen, „dass durch das Gendern niemand Nachteile hat“. Die neue Spielanleitung nutzt offiziell den Genderstern: „Jede*r Spieler*in zieht nun einen Stein aus dem Beutel.“ Ab Herbst sind zwei Gendersteine und die Anleitung standardmäßig in jedem Scrabble enthalten.

### Wortherkunft
„Gendersternchen“ ist ein neugeprägtes Wort (Neologismus), das sich nach einigen Jahren aus der um 2010 gebildeten Bezeichnung „Gender-Star“ entwickelte. Diese Bezeichnung für das Schriftzeichen „Sternchen“ war eine Pseudo-Lehnwortbildung aus dem Englischen: gender meint das soziale Geschlecht und star einen Himmelsstern. „Sternchen“ (statt „Stern“) ist die in Typografie und Schriftwesen übliche Bezeichnung für das Schriftzeichen und eine Eindeutschung der auch gängigen Bezeichnung Asterisk (von lateinisch asteriscus „Sternchen“, zu aster und altgriechisch astēr „Stern“). Das Wort „Gendersternchen“ ist kein tatsächliches Lehnwort, weil das Zeichen in der englischen Schriftsprache nicht allgemein verwendet wird – im Englischen haben Personenbezeichnungen kein grammatisches Geschlecht und sind geschlechtsneutral (siehe Genderneutrale englische Sprache).
 Anglizismus des Jahres 2018
Das Wort „Gendersternchen“ wurde zum „Anglizismus des Jahres 2018“ gekürt. Damit war nicht seine Bedeutung als Genderzeichen gemeint, sondern nur die Wortbildung; der Juryvorsitzende Anatol Stefanowitsch fasste zusammen: „ob das Gendersternchen eine Bereicherung für die deutsche Sprache ist, bleibt abzuwarten – das Wort Gendersternchen ist es auf jeden Fall.“

## Rechtschreibung

### Rat für deutsche Rechtschreibung
Das Amtlichen Regelwerk des Rats für Deutsche Rechtschreibung (RdR) erwähnt in einer Ergänzung vom Juli 2023 den Genderstern zusammen mit dem gleichermaßen verwendeten Doppelpunkt und Unterstrich, wobei einerseits klargestellt wird, dass diese Wortbinnenzeichen nicht zum Kernbestand der deutschen Orthografie gehören, andererseits, dass sie eine Funktion erfüllen, die über die Funktion von bereits erfassten Verkürzungsformen wie Bürger/-innen hinausgeht:

„Zunehmend werden bei Personenbezeichnungen orthografische Zeichen wie der Doppelpunkt (:) – allerdings ohne ein folgendes Leerzeichen (Bürger:innen) – oder Sonderzeichen wie Asterisk (*), Unterstrich (_) oder andere Zeichen im Wortinneren verwendet. Diese Wortbinnenzeichen gehören nicht zum Kernbestand der deutschen Orthografie. Sie sollen eine über die formalsprachliche Funktion hinausgehende metasprachliche Bedeutung zur Kennzeichnung aller Geschlechtsidentitäten – männlich, weiblich, divers – vermitteln: die Schüler:innen, die Kolleg*innen. Sie gehen damit über Verkürzungsformen wie Bürger/-innen, die vom Amtlichen Regelwerk bereits erfasst werden, hinaus.
Die Besonderheit der Wortbinnenzeichen zur Kennzeichnung einer geschlechterübergreifenden Bedeutung liegt darin, dass sie auf die orthografisch korrekte Schreibung von Wörtern unmittelbar einwirken. Diese Eigenschaft teilen sie mit einigen Satz- bzw. Wortzeichen (wortinterne Klammern, Apostroph, Bindestrich, Anführungszeichen), deren wortinterne Verwendung im Amtlichen Regelwerk beschrieben wird. Bei den Sonderzeichen mit Geschlechterbezug soll jedoch eine metasprachliche Bedeutung transportiert werden. Ihre Setzung kann in verschiedenen Fällen zu grammatischen Folgeproblemen führen, die noch nicht geklärt sind, z. B. in syntaktischen Zusammenhängen zur Mehrfachnennung von Artikeln oder Pronomen (der*die Präsident*in).
Die Entwicklung des Gesamtbereichs ist noch nicht abgeschlossen und wird vom Rat für deutsche Rechtschreibung weiter beobachtet werden.“

#### Frühere Verlautbarungen des Rats für deutsche Rechtschreibung
2018 analysierte der Rat für deutsche Rechtschreibung auch die Vorkommen des Gendersternchens in Textsorten und dazu bestehende Leitlinien und stellte zunächst im Vergleich zum Binnen-I fest: „die Frequenz dieser Form ist immer noch um den Faktor 15 größer als die des Asterisks. […] Mit der Frequenzsteigerung des Asterisks geht im Gegenzug die geschlechtergerechte Schreibung mit Paarformen zurück.“ In seinem Bericht wollte der Rat noch keine Empfehlung für die Aufnahme in die amtliche Rechtschreibung aussprechen, erklärte aber, dass „der gesellschaftliche Diskurs über die Frage, wie neben männlich und weiblich ein drittes Geschlecht oder weitere Geschlechter angemessen bezeichnet werden können, sehr kontrovers verläuft. Dennoch ist das Recht der Menschen, die sich weder dem männlichen noch dem weiblichen Geschlecht zugehörig fühlen, auf angemessene sprachliche Bezeichnung ein Anliegen, das sich auch in der geschriebenen Sprache abbilden soll.“ Zum Genderstern sagte der Rat:

„Der in den letzten Jahren offenbar zunehmend zu beobachtende Ansatz, den Asterisk als verkürzte Schreibung für die Bezeichnung beider Geschlechter männlich – weiblich und eines dritten Geschlechts ‚divers‘ in bestimmten Textsorten (Stellenanzeigen, Aufstellungen in Listen, Überschriften u. Ä.) aufzunehmen, muss berücksichtigen, dass das Zeichen bereits in verschiedenen anderen Bereichen und Sachzusammenhängen genutzt wird: so etwa * = geboren, in der Computersprache als Platzhalter für eine beliebige Anzahl und Kombination von Buchstaben oder wie in der internationalen Linguistik auch in der Sprachwissenschaft des deutschen Sprachraums zur Bezeichnung ungrammatischer Formen. Auch in der schulischen Schreibkorrektur zeigt ein Stern * an, dass es sich um eine falsche Form handelt: (du) *gießst. Verschiedene Bedeutungen und Bedeutungsebenen eines Lemmas oder auch eines typografischen Zeichens sind allerdings nicht ungewöhnlich innerhalb semantischer Strukturen und bei gängigen linguistischen und lexikografischen Konventionen. Auch steht in den vorgenannten Fällen der Asterisk nicht im Wortinneren, daher besteht keine Verwechslungsgefahr.

[…] Zugleich ist die Einheitlichkeit der Schreibung in den verschiedenen Bereichen des gesamten deutschsprachigen Raums im Blick zu behalten. Auch ist der Asterisk nicht als einheitliche typografische Konvention allgemein anerkannt. Allerdings scheint angesichts der Entwicklung der letzten Jahre beim Asterisk anders als beim Gender-Gap und bei der x-Form im Bereich der Hochschulen und der öffentlichen Verwaltung (zumindest in Deutschland) Verständlichkeit und vermutlich auch Lesbarkeit gewährleistet zu sein. Die Frage der Rechtssicherheit und Eindeutigkeit und auch der Vorlesbarkeit bleibt offen.“

 Im März 2021 bekräftigte der Rat „seine Auffassung, dass allen Menschen mit geschlechtergerechter Sprache begegnet werden soll und sie sensibel angesprochen werden sollen. Dies ist allerdings eine gesellschaftliche und gesellschaftspolitische Aufgabe, die nicht allein mit orthografischen Regeln und Änderungen der Rechtschreibung gelöst werden kann.“ Der Rat erklärte, „die Aufnahme von Asterisk (‚Gender-Stern‘), Unterstrich (Gender-Gap‘), Doppelpunkt oder anderen verkürzten Formen zur Kennzeichnung mehrgeschlechtlicher Bezeichnungen im Wortinnern in das Amtliche Regelwerk der deutschen Rechtschreibung [werden] zu diesem Zeitpunkt nicht empfohlen. […] Der Rat für deutsche Rechtschreibung wird die weitere Schreibentwicklung beobachten.“ Zu den Genderzeichen merkte der Rat an:

„Diese Zeichen haben zudem in der geschriebenen Sprache auch andere Bedeutungen, z. B. als Satzzeichen oder typografische Zeichen oder informatik- und kommunikationstechnische Zeichen. Ihre Nutzung innerhalb von Wörtern beeinträchtigt daher die Verständlichkeit, Vorlesbarkeit und automatische Übersetzbarkeit sowie vielfach auch die Eindeutigkeit und Rechtssicherheit von Begriffen und Texten. Deshalb können diese Zeichen zum jetzigen Zeitpunkt nicht in das Amtliche Regelwerk aufgenommen werden.“

### Duden
Anfang 2020 nahm der Online-Duden das Wort „Genderstern“ auf. Er nennt dazu zwei Beispiele: „der Genderstern bei ‚Lehrer*in‘; die Debatte um den Genderstern“. Die Bedeutung wird angegeben als:

„(bei Personenbezeichnungen) zwischen Wortstamm beziehungsweise maskuline Flexionsendung und feminine Flexionsendung gesetzter Asterisk, der der sprachlichen Gleichbehandlung aller Geschlechter dienen soll (z. B. Leiter*innen, Pilot*in)“

Der Eintrag Gendersternchen enthält nur „Verkleinerungsform zu Genderstern“.
Das Handbuch geschlechtergerechte Sprache aus dem Dudenverlag erklärt zur Normierung:

„Aktuell, im Frühjahr 2020, sind diese Möglichkeiten, d. h. Binnen-I, Genderstern, Gendergap, Doppelpunkt und Mediopunkt zwar noch nicht Bestandteil der amtlichen Rechtschreibung, doch sind die drei zuerst genannten als weitverbreitete und legitime Mittel des Strebens nach geschlechtergerechtem schriftlichen Ausdruck durchaus anerkannt und werden auch in den Sitzungen des Rats für deutsche Rechtschreibung zumindest diskutiert – besonders der Gebrauch des Gendersterns wird von Rechtschreibrat intensiv beobachtet.“

 Im August 2020 erschien die 28. Auflage des Rechtschreibdudens mit einer dreiseitigen Übersicht Geschlechtergerechter Sprachgebrauch, in der keine Regeln oder Normen vorgegeben, sondern nur Möglichkeiten aufgezeigt werden, die aktuell im Deutschen zur geschlechtergerechten Formulierung zu finden sind. Zur Schreibweise mit Sternchen erklärt der Duden:

„Vom amtlichen Regelwerk nicht abgedeckt sind Schreibweisen wie die folgenden: mit Genderstern (Asterisk): Schüler*innen […]

Es ist zu beobachten, dass sich die Variante mit Genderstern in der Schreibpraxis immer mehr durchsetzt. Zu finden ist sie besonders in Kontexten, in denen Geschlecht nicht mehr nur als weiblich oder männlich verstanden wird und die Möglichkeit weiterer Kategorien angezeigt werden soll.“

### DIN 5008
Die im März 2020 erschienene Ausgabe der DIN 5008 Schreib- und Gestaltungsregeln für die Text- und Informationsverarbeitung listet unter den Beispielen zur Briefanrede eines mit Gendersternchen: „Sehr geehrter Regierender Bürgermeister, sehr geehrte Bezirksbürgermeister*innen“. Unter der Liste mit Beispielen erfolgt ein Hinweis: „Zunehmend ist zum Gendern auch die Verwendung von speziellen Zeichen, wie ‚*‘ oder ‚_‘ gängig. Es empfiehlt sich, die Entwicklung der deutschen Rechtschreibung zu beobachten.“ Weil DIN 5008 keine Rechtschreibungsfragen regelt, widerspricht weder die Verwendung des Sternchens noch die eines anderen Zeichens an dieser Stelle den Regeln dieser Norm. In einem Informationsflyer nennt der herausgebende Westermann-Verlag das Sternchen unter anderem „Zeichen für gender-gerechte Sprache“ mit den Beispielen „Lehrer*innen, Kolleg*innen“ (die Beispiele sind nicht wörtlich der DIN 5008 entnommen).

## Verbreitung

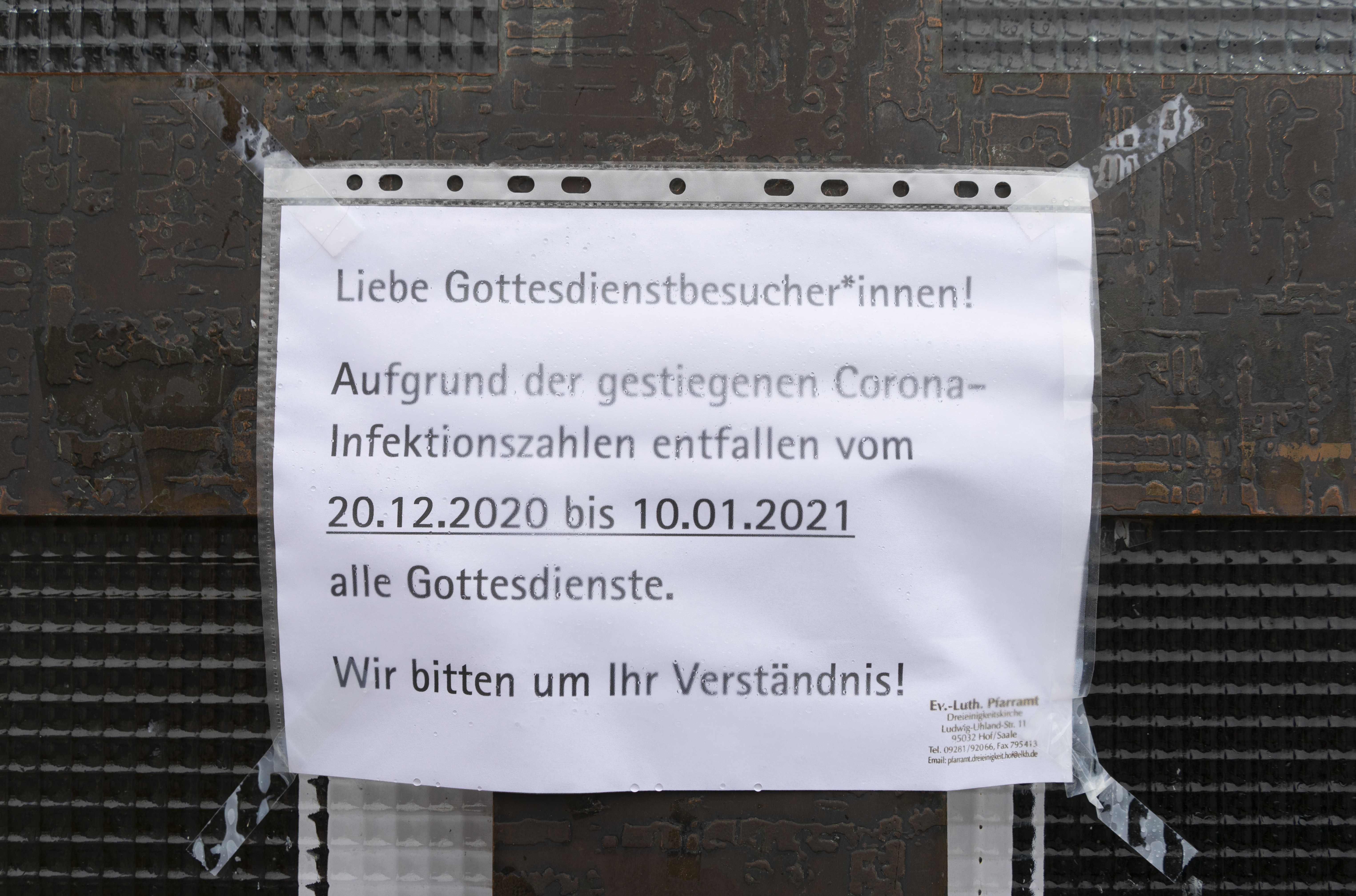
„Liebe Gottesdienstbesucher*innen“ in einem Hinweis der Dreieinigkeitskirche in Hof (2020)

Seit den 1980er-Jahren verpflichten zahlreiche Gesetze und amtliche Regelungen in den drei D-A-CH-Ländern, die Gleichstellung der Geschlechter durch ihre sprachliche Gleichbehandlung zum Ausdruck zu bringen (Chronologie). Nach der rechtlichen Anerkennung der dritten Geschlechtsoption „divers“ 2018 in Deutschland und 2019 in Österreich erscheinen zahlreiche angepasste Leitfäden und Richtlinien zur gendergerechten Sprache. Neben neutralen Formulierungen erlauben oder empfehlen nun viele Behörden und Verwaltungen offiziell auch den Genderstern (als typografisches Mittel), um in ihrer internen und externen Kommunikation neben Frauen und Männern auch nichtbinäre Personen anzusprechen und einzubeziehen.
Im Personalwesen entwickelt sich der Umgang mit Personen dritten Geschlechts zu einer der Grundlagen von Diversity Management. In Bezug auf die zunehmende Verwendung von Genderzeichen vermerkt Annika Schach, Professorin für Angewandte Public Relations an der Hochschule Hannover: „Geschlechtergerechtigkeit in der Sprache mittels Gendersternchen, Doppelpunkt oder Gender-Gap ist nur ein Teilbereich im Spektrum der Diversity-Dimensionen. […] Das wichtige Thema der Gendergerechtigkeit über Sprache wird oftmals mit dem Begriff der Inklusion gleichgesetzt. Aber es ist nur ein Teilbereich.“

### Vorkommen 1995–2019
Im Jahr 2020 führte das Leibniz-Institut für Deutsche Sprache eine Analyse des Kern-Textkorpus des Rats für deutsche Rechtschreibung durch, um die Häufigkeiten der Varianten geschlechtergerechter Schreibung für den Ausdruck Bürger im Zeitraum von 1995 bis 2019 zu ermitteln. Rund 2 Mio. Treffern für die generische Maskulinform standen insgesamt nur 15.500 Treffer für „mehrere Geschlechter kennzeichnende Schreibungen“ gegenüber (weniger als 0,01 %, Häufigkeitsklasse 16, Frequenzklasse II), durchgehend angeführt vom Binnen-I:
| Varianten           | 1995 | 2000 | 2005 | 2010 | 2011 | 2012 | 2013 | 2014 | 2015 | 2016 | 2017 | 2018 | 2019 |
| ------------------- | ---- | ---- | ---- | ---- | ---- | ---- | ---- | ---- | ---- | ---- | ---- | ---- | ---- |
| BürgerIn            | 426  | 326  | 377  | 265  | 314  | 326  | 352  | 313  | 351  | 296  | 320  | 328  | 333  |
| Bürger und Bürgerin | 41   | 225  | 270  | 229  | 282  | 247  | 235  | 246  | 175  | 188  | 166  | 205  | 268  |
| Bürger*in           | 0    | 0    | 0    | 0    | 0    | 4    | 0    | 5    | 54   | 37   | 99   | 183  | 268  |
| Bürger/in           | 18   | 53   | 46   | 37   | 31   | 39   | 40   | 35   | 27   | 42   | 41   | 37   | 40   |
| Bürger/-in          | 1    | 4    | 13   | 19   | 33   | 40   | 31   | 13   | 19   | 17   | 16   | 13   | 21   |
| Bürger_in           | 0    | 0    | 0    | 1    | 0    | 3    | 6    | 5    | 8    | 12   | 10   | 0    | 0    |

Ende 2020 berichtete Sabine Krome, Geschäftsführerin des Rechtschreibrats, dass bei den „Kurzformen des Genderns mit Satz- und Sonderzeichen […] der Stern mit rund 68 Prozent die am häufigsten belegte Form“ sei. „Danach folgen der Unterstrich, der Doppelpunkt und andere Zeichen.“ Laut einer empirischen Untersuchung von Duden-Redaktion und Leibniz-Institut, die das Nachrichtenmagazin Der Spiegel im März 2021 erwähnt, ist der Genderstern die am häufigsten verwendete „orthografische Variante“, vor Binnen-I, Unterstrich oder Doppelpunkt.

### LGBT-Zusammenhänge
In Bezug auf das LGBTQIA*-Spektrum wird der Stern auch weiterhin wie selbstverständlich verwendet, um die geschlechtliche Vielfalt (Diversität) der Menschen zu verdeutlichen: inter* und trans* Personen, Trans*Personen. Damit sind Geschlechtsidentitäten gemeint, nicht sexuelle Orientierungen oder sexuelle Identitäten.
Ende 2020 erschien eine Studie der deutschen Antidiskriminierungsstelle des Bundes, die den Gebrauch des Gendersterns auch weiterhin als Grundlage empfahl: „Mit dem Gendersternchen oder Asterisk * möchten wir die Vielfalt inter- und transgeschlechtlicher Realitäten und Körperlichkeiten abbilden.“ Ende 2020 erscheint ein Leitfaden des Bundesverbandes der Kommunikatoren (BdKom), der auch die Verkürzung des Adjektivs transgender bekräftigt: „Die beiden Adjektive trans* und inter* können auch ohne Stern verwendet werden. Eine andere akzeptierte Bezeichnung ist trans- oder intergeschlechtliche Person.“ Die Website RTL.de erklärt im Juni 2021: „LSBTIQ* ist eine Abkürzung für lesbisch, schwul, bisexuell, trans, inter, queer, *. […] Das Sternchen soll zeigen, dass es noch weitaus mehr als die genannten Buchstaben gibt. Darüber hinaus wird es auch in der geschlechtersensiblen Sprache genutzt, um alle Geschlechter einzuschließen.“
 Genderstern bei „Frauen*“
In einer erweiterten Bedeutung verwendet beispielsweise die Alice Salomon Hochschule Berlin (Fachhochschule für Sozialarbeit und Sozialpädagogik) den Asterisk seit 2017: „Das Gendersternchen (*) hinter einem Wort dient als Verweis auf den Konstruktionscharakter von ‚Geschlecht‘. ‚Frauen*‘ beispielsweise bezieht sich auf alle Personen, die sich unter der Bezeichnung ‚Frau‘ definieren, definiert werden und/oder sich sichtbar gemacht sehen.“ Im November 2020 erklärt das Frauenreferat der Stadt Frankfurt am Main zur Einführung des Sternchens: „Dazu gehört auch, Frauen* und Mädchen* in der Sprache, in Wort und Schrift sichtbarer zu machen.“ In einer Handreichung wird erläutert: „Hierbei ist auf die Zielgruppe zu achten: Wenn nicht nur cis-geschlechtliche, sondern auch queere/trans* Personen angesprochen werden sollen, empfiehlt sich die Nutzung des Gendersterns.“
Hengameh Yaghoobifarah, eine nichtbinäre Person, kritisierte 2018 den „Gebrauch des Sternchens hinter gegenderten Begriffen als universale Lösung für alle […] der lange Rattenschwanz dieses nett gemeinten Sonderzeichens wird gerne ignoriert: Es impliziert, dass trans Frauen keine Frauen, sondern Frauen* sind. Also nur uneigentlich Frauen.“ Mitte 2020 argumentierte der Autor und Geschlechterforscher Till Randolf Amelung gegen eine solche Nutzung des Sterns: „Frau* oder Mann* sollen signalisieren, dass Geschlecht für eine sozial konstruierte Angelegenheit gehalten wird und Trans inkludiert werden soll. Bei Transpersonen kann jedoch der Eindruck entstehen, sie würden nicht selbstverständlich für Männer oder Frauen gehalten und dies führt dann zu ihrer Verärgerung.“

## Studien und Umfragen
Ende 2020 machte das Marktforschungsinstitut EarsAndEyes eine Online-Befragung, um herauszufinden, welche von drei Gender-Schreibweisen zur Nennung der meisten weiblichen Personen führt. Bei Fragen mit Genderstern verdoppelte sich der Anteil der weiblichen Nennungen im Vergleich zu Fragen mit generischen Maskulinformen. Der Sprachwissenschaftler Anatol Stefanowitsch verglich diese Studie mit zwei Studien der Psychologinnen Dagmar Stahlberg und Sabine Sczesny aus dem Jahr 2001 mit gleichem Design: Insgesamt erzielte die Frageweise mit Binnen-I mit 38 % den höchsten Anteil an Frauennennungen.
Im August 2021 veröffentlichte die deutsche Überwachungsstelle des Bundes für Barrierefreiheit von Informationstechnik (BFIT-Bund) eine eigene Studie zu gendergerechter, digital barrierefreier Sprache und leitete daraus die offizielle Empfehlung ab, den Genderstern zu verwenden (statt Gender-Doppelpunkt).
Anfang 2022 ermittelten die Psychologischen Institute der Universitäten Kassel und Würzburg, dass Kurzformen mit Genderstern zu einer leichten Überrepräsentation von Frauen führen, während Beidnennungen ein ausgeglichenes Geschlechterverhältnis bewirken.

## Rezeption

### Befürwortung
Mitte 2019 wurde Christiane Hohenstein (Zürcher Hochschule für Angewandte Wissenschaften) gefragt: „Zurzeit läuft eine angeregte Diskussion über eine Sprache, die nicht nur männlich und weiblich, sondern auch divers einschließt. Ist der Genderstern dafür eine gute Lösung?“ Die Professorin für Interkulturalität und Sprachdiversität antwortete: „Der Genderstern ist in meinen Augen eine ganz sympathische Lösung und eine, die schlüssig und zeitgemäss ist. Denn der Stern ist das Symbol, das bei der Datenbankabfrage verwendet wird, um zu kennzeichnen, dass alle Wortformen mit beliebigen anschliessenden Buchstaben und Zeichenketten bei der Suche mit berücksichtigt werden – also sozusagen Diversität auf Wortebene ermöglicht. […] Einerseits ermöglicht der Genderstern also, eine sprachliche Inklusivität auszudrücken, indem potenzielle Varianten eingeschlossen werden; andererseits entspricht er auch unserem zunehmend von Datensammeln und Grossdatenbankabfragen geprägten Denken.“
 Landesarbeitsgericht zu Stellenanzeigen
Im Juni 2021 beschloss das Landesarbeitsgericht Schleswig-Holstein, dass die Verwendung von Gendersternchen in Stellenausschreibungen keine Diskriminierung von Personen mit nichtbinärer Geschlechtsidentität darstellt; das LAG erklärt:

„Das Gendersternchen ist momentan eine der am weitesten verbreiteten Methoden, um gendergerecht zu schreiben und die Vielfalt der Geschlechter deutlich zu machen. Es sollen Menschen angesprochen werden, die sich weder dem weiblichen noch dem männlichen Geschlecht zugehörig fühlen. Ebenso sollen Menschen angesprochen werden, die sich nicht dauerhaft oder ausschließlich dem männlichen oder dem weiblichen Geschlecht zuordnen lassen. Sein Ziel ist es, niemanden zu diskriminieren, mithin auch inter-, trans- und zweigeschlechtliche Personen nicht. Das Sternchen soll dabei nicht nur Frauen und Männer in der Sprache gleich sichtbar machen, sondern auch alle anderen Geschlechter symbolisieren und der sprachlichen Gleichbehandlung aller Geschlechter dienen.

Ob das Gendersternchen den offiziellen deutschen Rechtschreibregeln entspricht, kann hier dahingestellt bleiben.“

Der Beschluss nimmt unter anderem Bezug auf die deutsche Antidiskriminierungsstelle des Bundes (ADS), die seit 2019 für Stellenanzeigen neben dem Klammerzusatz „(m/w/d)“ und geschlechtsneutralen Formulierungen auch Schreibweisen mit Genderstern oder Unterstrich empfiehlt. Zahlen der Jobbörse Indeed zeigen 2021, dass Gendersterne nur in rund 15 % der Stellenanzeigen genutzt werden, 75 % aller Ausschreibungen verwenden den Zusatz m/w/d (männlich/weiblich/divers).

### Kritik
Siehe auch unten: Debatten Pro und Kontra (Weblinks)
Im Jahr 2015 kritisierte der Sprachwissenschaftler Anatol Stefanowitsch – ein Verfechter geschlechtergerechter Sprache – den Beschluss von Bündnis 90/Die Grünen, in ihren Parteidokumenten den Genderstern einzuführen: Seine allgeschlechtliche Bedeutung sei nur äußerlich zugewiesen und werde nicht getragen von einem allgemein verbreiteten Verständnis des Symbolgehalts; die Verbindlichkeit seiner Verwendung schließe andere Genderformen aus, so auch die seit Jahrzehnten bekannten Schrägstrichformen und das Binnen-I.
 2019 kritisierte die feministische Sprachwissenschaftlerin Luise F. Pusch – eine der ersten Unterstützerinnen des Binnen-I als geschlechtergerechte Lösung – das Gendersternchen: „es zerstört eine gewachsene feministische Lösung dieses Problems: das große I […] Die sprachliche Diskriminierung von Frauen betrifft 52 Prozent der Bevölkerung, die Transgender-Community macht weit weniger als ein Prozent aus. Natürlich hat sie auch sprachliche Rechte, und es ist richtig, dass sie in die Debatte um Männer und Frauen eingreift, weil es auch bei ihr um das Geschlecht geht – aber das Gendersternchen ist nicht die richtige Lösung.“ Es schaffe die „sprachliche Unsichtbarkeit der Frau“ nicht ab. Genau wie die Schreibung mit Schrägstrich oder Klammern: Lehrer/innen, Lehrer(innen), symbolisiere das Sternchen mit angehängter weiblicher Wortendung, dass Frauen „die zweite Wahl“ seien. Pusch erklärt: „Es zerreißt die Wörter in drei Teile: Maskulinum – Genderstern – weibliche Endung. […] Männer bekommen den Wortstamm und somit den ersten Platz, Transgender-Personen bekommen den zweiten Platz, Frauen wird mit der Wortendung der letzte Platz zugewiesen. Das ist für Frauen nicht akzeptabel.“ Um den „femininen Gesamteindruck“ zu erhalten, schlägt Pusch „das ‚i‘ mit Sternchen bisher nur handschriftlich“ vor: Dabei würde der Stern über dem „i“ der generischen Femininform stehen (etwa: Lehrerîn, Lehrerînnen). Pusch vertritt seit 1984 die alleinige generische Verwendung femininer Bezeichnungsformen, 2018 erklärt sie: „Das Femininum enthält ja auch sichtbar das Maskulinum: Lehrer ist in Lehrerin deutlich enthalten. Das Femininum ist die Grundform, das Maskulinum die Schwundform“ (siehe auch Puschs Kritik am Unterstrich).
Im September 2021 hielt der Typograf Wolfgang Beinert in seinem Typolexikon das Gendersternchen aus mehreren Gründen für problematisch: „Ein Sternchen unterbricht deutlich den Leseprozess bzw. erzeugt Irritationen beim Fixationsprozess. Bei manchen Schriftarten steht das Sternchen auf oder oberhalb (*) der x-Linie, bei anderen wiederum auf der Grundlinie […], was der Schriftsatzästhetik oft nicht unbedingt förderlich ist. Das Sternchen entspricht dem Prinzip einer ‚lauten Auszeichnung‘, die vom Rezipienten bereits bemerkt wird, bevor das Auge die ausgezeichnete Textpassage erreicht hat.“ Beinert würde daher den Genderdoppelpunkt bevorzugen: „Aus typografischer Sicht eignet sich zurzeit der ‚Gender-Doppelpunkt‘ vermutlich am besten als Genderzeichen. Er steht für alle Geschlechter (m/w/d), stört den Leseprozess unwesentlich und scheint deutlich inklusiver als andere Genderzeichen zu sein.“

### Ablehnung des Gendersterns oder aller Genderzeichen
Im September 2020 wechselte die Businesskontakt-Plattform LinkedIn nach 15 Monaten mit Sternchen zum Gender-Doppelpunkt: Das „Sternchen wird mit vorgelesen – beim Doppelpunkt wird hingegen kurz pausiert. Er entspricht damit der gesprochenen Realität.“
Im März 2021 erklärte der Rat für deutsche Rechtschreibung (RdR) – eingesetzt von sieben deutschsprachigen Ländern –, keine Empfehlung auszusprechen zur Aufnahme von Schreibweisen mit Sonderzeichen in das amtliche Regelwerk der deutschen Sprache; 2022 werde eine Auswertung des Gebrauchs von Genderzeichen abschließend beurteilt (siehe oben).
Im Mai empfahl das Bayerische Staatsministerium des Innern, für Sport und Integration in der 3. Auflage seiner Broschüre Freundlich, korrekt und klar – Bürgernahe Sprache in der Verwaltung: „Verwenden Sie bitte keine Schrägstriche, Klammern, großes ‚Binnen-I‘ oder Sternchen. Formulierungen in Vorschriften und sonstigen Schriftstücken müssen so abgefasst sein, dass sie z. B. bei mündlichen Verhandlungen oder Beratungen zitierfähig sind und vorgelesen werden können.“

#### Gesellschaft für deutsche Sprache
Im August 2020 gab die Gesellschaft für deutsche Sprache (GfdS) in einer Pressemitteilung bekannt, dass „Gendersternchen und Co. mit deutscher Rechtschreibung nicht konform“ seien: „Die GfdS befürwortet zwar grundsätzlich eine diskriminierungsfreie Sprache, das sogenannte Gendersternchen (z. B. Leser*in) stellt aber aus sprachlicher Sicht kein geeignetes Mittel dar, um dieses Anliegen umzusetzen.“ Bei der Verwendung entstünden auch teilweise grammatisch falsche Formen, beispielsweise bei der singularen Personenbezeichnung Arzt*in oder Ärzt*in. Die Kritik und Ablehnung beträfe auch vergleichbare Ausdrucksmittel wie Gender-Gap (Unterstrich), Gender-Doppelpunkt oder Mediopunkt. Außerdem würde die Verwendung solch unterschiedlicher genderneutraler Formen zu einer uneinheitlichen Rechtschreibung führen. Ungeklärt bliebe auch, wie Personenbezeichnungen mit einem Gendersternchen ausgesprochen werden sollten – selbst durch das Einlegen einer Sprechpause zwischen maskuliner Wortform und femininer Endung blieben Unsicherheiten im Verständnis (siehe GfdS-Kritik an „Gender-Pausen“). Die GfdS fasste zusammen:

„Die orthografische und grammatische Richtigkeit und Einheitlichkeit, die (Vor-)Lesbarkeit und die Verständlichkeit eines Textes stehen jedoch an erster Stelle und müssen auch in einer diskriminierungsfreien Sprache gewährleistet sein. Die GfdS rät daher ausdrücklich davon ab, das Gendersternchen und ähnlich problematische Formen zu verwenden.“

Auch die Leitlinien der GfdS zu den Möglichkeiten des Genderings vom August 2020 gehen auf Probleme der Schreibung mit Sternchen ein; diese Schwierigkeiten stellen sich in ähnlicher Weise auch für andere Gender-Schreibweisen:

„Das Gendersternchen wird von der Gesellschaft für deutsche Sprache nicht empfohlen. Auch der Rechtschreibrat konnte sich bislang nicht darauf einigen, das Gendersternchen in das amtliche Regelwerk aufzunehmen. Wie Gendergap und Binnenmajuskel ist es kein Bestandteil der aktuellen Rechtschreibung und verursacht darüber hinaus nicht wenige grammatische Probleme, wenn das Sternchen oder gar die ganze Endung weggelassen wird:

Dies ist der Fall bei Umlautungen – nicht: Ärzt*in, Bauer*in.

[…] bei flektierten Formen – nicht: Kolleg*in, Ärzt*innen, den Schüler*innen.

[…] besser nicht: die*der Schüler*in und ihre*seine Eltern, ein*e gute*r Schüler*in. […] besser nicht: die Schüler*in und ihre Eltern.

[…] Wird die weibliche Endung weggelassen und bleibt nur das Sternchen stehen, bleibt nur das nicht geschlechtergerechte generische Maskulinum. […] besser nicht: Kollegen*, Maler*“

Ihre Haltung zum geschlechtergerechten Formulieren fasst die GfdS im Mai 2021 zusammen: „‚Ja zum Gendern‘ – wenn es verständlich, lesbar und regelkonform ist. […] Zwar stehen wir dem Gendersternchen kritisch gegenüber, nicht aber dem Gendern an sich.“

#### Deutscher Blinden- und Sehbehindertenverband
Im März 2021 erklärte der Deutsche Blinden- und Sehbehindertenverband (DBSV) in seinen aktualisierten Richtlinien: „Gendern durch Sonderzeichen und Typografie […] ist nicht zu empfehlen.“ Von allen Genderzeichen gibt der Verband allerdings dem Genderstern den Vorrang: „Falls jedoch mit Kurzformen gegendert werden soll, empfiehlt der DBSV, das Sternchen zu verwenden, weil es laut Veröffentlichungen des Deutschen Rechtschreibrates die am häufigsten verwendete Kurzform ist und so dem Wunsch nach einem Konsenszeichen am nächsten kommt“ (siehe auch DBSV-Kritik an Gender-Pausen).

#### Schweizerische Bundeskanzlei
Im Juni 2021 erließ die Bundeskanzlei eine Weisung, in der sie Sternchen, Doppelpunkt, Unterstrich und Mediopunkt für deutschsprachige Texte der Bundesverwaltung ablehnt:

„Die Bundeskanzlei ist sich bewusst, dass Menschen, die vom herkömmlichen binären Geschlechtermodell nicht erfasst werden, auch in einer Sprache, die ebenfalls nur zwei Geschlechter kennt, nicht gleich repräsentiert sind wie Frauen und Männer. Die Bundeskanzlei anerkennt deshalb auch das Anliegen, das hinter dem Genderstern und ähnlichen neueren Schreibweisen zur Gendermarkierung steht: eine Sprache zu verwenden, die möglichst alle Menschen einbezieht und niemanden ausschliesst. Aus Sicht der Bundeskanzlei sind typografische Mittel wie der Genderstern, Genderdoppelpunkt, der Gender-Gap und Gender-Mediopunkt aber nicht geeignet, diesem Anliegen gerecht zu werden: Zum einen leisten sie nicht, was sie leisten sollten, und zum andern verursachen sie eine ganze Reihe von sprachlichen Problemen. Ausserdem sprechen auch sprachpolitische und rechtliche Gründe gegen die Verwendung dieser Mittel.

In den Texten des Bundes werden der Genderstern und ähnliche Schreibweisen deshalb nicht verwendet. Stattdessen kommen je nach Situation Paarformen (Bürgerinnen und Bürger), geschlechtsabstrakte Formen (versicherte Person), geschlechtsneutrale Formen (Versicherte) oder Umschreibungen ohne Personenbezug zum Einsatz. Das generische Maskulin (Bürger) ist nicht zulässig. Für die Bundeskanzlei steht dabei ausser Frage, dass auch dort, wo in Texten des Bundes Paarformen (Bürgerinnen und Bürger) verwendet werden, alle Geschlechtsidentitäten gemeint sind. Die deutsche Sprache hat bislang keine Mittel herausgebildet, die es erlauben würden, auch Geschlechtsidentitäten ausserhalb des binären Modells in solchen Formulierungen ausdrücklich zu erwähnen. Dennoch versteht die Bundeskanzlei Paarformen als sprachliche Klammern, die Diversität markieren und alle miteinschliessen sollen.“

Dieser Ablehnung von Genderzeichen und Binnen-I schließen sich in der Folgezeit die Verwaltungen der Kantone Aargau, St. Gallen, Schaffhausen und Basel-Landschaft an; Thurgau lehnt darüber hinaus jegliche Paarverkürzung ab, selbst mit Schrägstrich (Lehrer/-in). Demgegenüber erlaubt der Kanton Basel-Stadt alle Genderzeichen, Bern und Zürich als einzige Stadtverwaltungen den Genderstern (seit Januar und Juni 2022). Im März 2022 aktualisiert der Kanton Luzern seinen Leitfaden zur sprachlichen Gleichbehandlung der Geschlechter, ohne Genderzeichen aufzuführen; auch hier wird sich ausdrücklich auf die Weisung der Bundeskanzlei bezogen.

#### Deutschsprachige Nachrichtenagenturen
Im Juni 2021 haben acht der größten deutschsprachigen Nachrichtenagenturen (dpa, epd, KNA, Reuters, APA, AFP, SDA, SID) „ein gemeinsames Vorgehen vereinbart, um diskriminierungssensibler zu schreiben und zu sprechen“; sie wollen die Verwendung des generischen Maskulinums „zurückdrängen“, aber keine Genderzeichen nutzen, wie dpa erklärt:

„Noch ist unklar, ob und welches der Sonderzeichen (Genderstern, Unterstrich, Doppelpunkt etc.), die auch nicht-binäre Geschlechtsidentitäten abbilden sollen, sich im allgemeinen Sprachgebrauch durchsetzen wird. Bis auf weiteres verzichten die Nachrichtenagenturen daher auf die Verwendung dieser Zeichen. Bislang entsprechen sie auch weder dem amtlichen Regelwerk der deutschen Rechtschreibung noch dem allgemeinen Sprachverständnis beziehungsweise der allgemeinen Sprachpraxis. Aber viele andere Möglichkeiten zur Vermeidung diskriminierender Sprache und zur Sichtbarmachung von Diversität sind konsequent zu nutzen.“

APA-Chefredakteur Johannes Bruckenberger erläutert: „Die sprachliche Sichtbarkeit von Frauen in unseren Texten ist erklärtes Ziel. Nicht nur aus gesellschaftlicher Verantwortung, sondern auch auf Basis des journalistischen Grundsatzes, Mehrdeutigkeit zu vermeiden. In einer oftmals emotional geführten Debatte bemühen wir uns um einen ausgewogenen Weg zwischen Anforderungen an Lesbarkeit und Textlänge sowie an gendergerechte Standards und werden unsere Handhabung laufend weiter evaluieren.“
dpa-Kommunikationschef Jens Petersen erklärt zum gemeinsamen Vorgehen: „Nach der Rechtschreibreform hat sich die Arbeitsgemeinschaft der deutschsprachigen Nachrichtenagenturen als gemeinsames Diskussionsforum und Netzwerk etabliert, das zu gemeinsamen Positionen findet. Die Idee für ein gemeinsames Vorgehen im Hinblick auf eine diskriminierungssensible Berichterstattung ist über einen längeren Zeitraum im kontinuierlichen Austausch untereinander entstanden. Die Agenturen stimmen sich auch in anderen Fragen immer wieder ab, wie beispielsweise bei Transkriptionen. Die gemeinsamen Kunden sollen nach Möglichkeit ein Angebot erhalten, das in den wichtigen Standards einheitlich ist. […] Wir bei dpa beschäftigen uns schon seit längerer Zeit mit diskriminierungssensibler Berichterstattung. […] Unsere Kunden entscheiden selbstverständlich komplett selbst, wie sie mit unseren Inhalten arbeiten. […] Viele Redaktionen führen ähnliche Diskussionen wie wir. Die bisher sichtbaren Ausprägungen in den Blättern, Portalen und Sendungen sind daher sehr unterschiedlich. Deshalb wollen wir mit Hilfe der kommenden Umfrage zunächst valide Daten sammeln und dann die möglichen Schritte besprechen.“
dpa-Nachrichtenchef Froben Homburger hatte die Ablehnung von Genderzeichen bereits Mitte 2019 geäußert: „Wir wollen jenen Spielraum für Gendergerechtigkeit nutzen, den uns die Sprache auch ohne solche besonderen Schreibweisen schon jetzt lässt.“

#### Medien-Redaktionen
Während ab dem Jahr 2019 Dutzende Medien-Redaktionen ein oder mehrere Genderzeichen als gendergerechte Schreibweise eingeführt oder zugelassen haben (Liste), sprachen sich ab 2021 einige Redaktionen ausdrücklich für geschlechtergerechte Sprache aus, aber ohne dafür Sternchen, Doppelpunkt, Unterstrich oder Binnen-I zu verwenden. Einige wenige Medien wechselten von der Schreibweise mit Sternchen zum Doppelpunkt oder zu einer anderen Gender-Schreibweise.

##### Deutschland
Im März 2021 schaffte der Mediendienst turi2 die Schreibweise mit Genderstern nach 15 Monaten wieder ab: „Viele empfinden das Sternchen in den Texten auch nach mehr als einem Jahr als störend“; die Redaktion entschied zusammen mit Gründer Peter Turi, ein Jahr lang das generische Femininum zu verwenden (feminine Bezeichnungsformen in geschlechterübergreifender Bedeutung): „Wir drehen das jahrtausendealte Mitgemeintsein der Frauen um.“
 Im April gab die Redaktion der überregionale Tageszeitung General-Anzeiger aus Bonn nach internen Diskussionen bekannt, „fantasievoll und flexibel“ gendern zu wollen: Es gebe „eine riesige Fläche zwischen generischem Maskulinum und Gendersternchen, die fantasievoll und stilistisch flexibel gestaltet werden könne – aber niemals um den Preis der Verständlichkeit. Gender-Stern und Binnen-I wird es schon aus diesem Grund nicht im Blatt geben. In Zitaten kann es hingegen vorkommen, dass wir intendierte Schreibweisen dokumentieren.“ Als Vorbild wird genannt: „Die Hamburger Wochenzeitung Die Zeit stellt ihren Autorinnen und Autoren frei, ‚kreative Lösungen zu finden, die die Schönheit und Verständlichkeit unserer Texte nicht beeinträchtigen‘. So wollen wir es auch halten.“
 Im Juni 2021 wechselte das Boulevardmedium Hinz&Kunzt nach 12 Monaten mit Sternchen aus Gründen der leichteren Lesbarkeit zum Gender-Doppelpunkt, nach einer publizierten Debatte mit Leserbeteiligung.
 Im Juli erklärte die Redaktion der Süddeutschen Zeitung (SZ), keinerlei Genderzeichen zu verwenden: „Eine gendersensible Sprache ist für die SZ keine Frage von Sonderzeichen. Diese sind umstritten, weil sie nach Ansicht sehr vieler Leserinnen und Leser den Blick auf die Sprache über die Dinge statt auf die Dinge selbst lenken. Die SZ verzichtet deshalb auf Schreibweisen mit Gendersternchen (Mitarbeiter*innen), Binnen-I (MitarbeiterInnen), Unterstrich (Mitarbeiter_innen) oder Doppelpunkt (Mitarbeiter:innen).“
 Die Redaktion des deutschen Nachrichtenmagazins Der Spiegel erklärte in eigener Sache: „Das generische Maskulinum soll nicht mehr Standard sein. […] Genderzeichen sollen die Ausnahme bleiben, wir nutzen sie vor allem dort, wo wir mit jüngeren Leserinnen und Lesern in Kontakt sind, auf Instagram oder in unserer Start-Rubrik, zudem in sehr persönlichen Meinungsbeiträgen, bei externen Autorinnen und Autoren oder in Interviews, wenn die Befragten Wert darauf legen. Wenn Genderzeichen zum Einsatz kommen, dann soll dies in Form des Doppelpunkts geschehen […] Auf Genderzeichen verzichten wir grundsätzlich überall dort, wo der Spiegel als Institution der Absender ist: also in allen Meldungen, Analysen, Nachrichtengeschichten und Reportagen und im Leitartikel“ (Details).
 Ebenfalls im Juli 2021 erklärten die Redaktionen der Tageszeitungen Augsburger Allgemeine und Allgäuer Zeitung, dass sie auf das generische Maskulinum verzichten und „sanft“ gendern wollen mit neutralen Bezeichnungen oder Paarformen, bei Aufzählungen von Berufen auch mit wechselnden femininen und maskulinen Formen (abwechselndes Gendern: Erzieherinnen, Kinderpfleger und Kindergärtnerinnen). Wenn Gastbeiträge Genderzeichen verwenden oder Interviewpartner Gender-Pausen (mit Glottisschlag), werde dies anerkannt, aber zur Schreibweise mit Doppelpunkt gewandelt. Die Main-Post, die mit beiden Redaktionen zusammenarbeitet, gab eine ähnliche Erklärung ab.
 Im August 2021 widmete das Reportagemagazin Geo seine Titelgeschichte der Frage: „Wie gerecht ist Sprache?“ Die Redaktion habe sich nach ausführlichen Diskussionen dazu entschlossen, „ab sofort mehr auf gendersensible Sprache zu achten“. Es seien „die Sternchen als besonders augenfällige Veränderung so weit es geht zu vermeiden. Es gibt meistens gute andere Möglichkeiten.“ Eine Arbeitsgruppe habe einen „Baukasten zum gendergerechten Formulieren“ zusammengestellt, der es der Redaktion leichter machen solle, „sanft zu gendern.“ Als eine der Entscheidungsgrundlagen wurde auch online eine umfangreiche Pro- und Kontra-Liste der Argumente zur geschlechtergerechten Sprache und zur Verwendung von Genderzeichen veröffentlicht.
Im September berichtete eine Vertriebsmanagerin von Die Welt in einer Diskussion der taz kantine, dass der Springer-Konzernchef Mathias Döpfner das Gendern in die Verantwortung der einzelnen Teams und Redaktionen gegeben habe; in ihrer Abteilung sei es „inzwischen selbstverständlich geworden“. Gender und Diversität in der Sprache sei eine „Frage der Empathie“.
 Ende 2021 beschloss die Redaktion der drei Internetportale Web.de, GMX und 1&1 neue Leitlinien zur diskriminierungsfreien Sprache: „Deshalb verwenden wir – wo passend – geschlechtsneutrale Begriffe. Wir arbeiten mit Doppelnennungen, hinterfragen Rollenklischees und brechen sie auf. In unserer Berichterstattung sind Frau und Mann gleichgestellt. Das gilt auch für sprachliche Bilder, die wir erzeugen. Wir verzichten daher auf Formulierungen, die ein ungleiches Verhältnis zwischen Mann und Frau darstellen.“ Zuvor hatten von rund 2.230 befragten Lesern und Leserinnen 30 % angegeben, die Form der Geschlechternennung sei ihnen egal, 28 % wollten Beidnennung, 17 % rein männliche Formen und 15 % Genderzeichen. Eine Analyse der eigenen Artikel ergab bis Mitte 2021, dass 71 % der Interviewpartner und befragten Experten männlich waren; Schulungen sollen dafür sensibilisieren, auch gezielt Interviewpartnerinnen und Expertinnen zu befragen.
Der Berliner Tagesspiegel teilte am 27. November 2023 nach massiven Leserprotesten und Abonnementskündigungen mit, in der Printausgabe keine Gendersternchen/Doppelpunkte mehr zu verwenden.

##### Schweiz
Im Oktober 2021 erklärte Pascal Hollenstein, publizistischer Leiter der Regionalzeitungen von CH Media, dass sich die Redaktionen der Zeitungen von CH Media einen Leitfaden für geschlechtergerechte Sprache gegeben hätten. «Massstab ist hierbei nicht der persönliche Geschmack der Autorin oder des Autors, sondern das Empfinden der Leserinnen.» Der «generische Maskulin» sei zwar praktisch und kurz, «aber er taugt nicht mehr zur Beschreibung einer Welt, in der Frauen einen gleichberechtigten Platz einnehmen sollten. Er ist oft unpräzise. Und vor allem: Er stösst viele Leserinnen unnötig vor den Kopf. […] Wir vermeiden das generische Maskulinum, indem wir auf Doppelnennungen oder andere Umschreibungen zurückgreifen. Dabei soll der Sprachfluss stets hohe Priorität behalten. Auf Sonderzeichen wie den Doppelpunkt, das Binnen-I oder den Genderstern verzichten die Zeitungen und Onlineportale von CH Media in ihren journalistischen Texten. Auf den sozialen Medien wie Facebook, Instagram oder Twitter ist der Doppelpunkt erlaubt – er hat sich dort schon weitgehend eingebürgert.»
 Auch Tamedia führte für ihre Bezahlzeitungen in der Deutschschweiz einen Leitfaden zur gendergerechten Sprache ein, aufbauend auf internen Sprachregelungen von 2019 und vorerst ohne Genderzeichen. Nur in sozialen Medien und im Abo-Marketing würde der Doppelpunkt verwendet, wenn es aus Platzgründen nötig sei. Festgehalten wird, „dass vermehrt über Frauen geschrieben werden soll – und dass immer geprüft werden muss, ob es Expertinnen oder Protagonistinnen gibt.“ Seit 2019 werde datengestützt auch das Geschlechterverhältnis von Männern und Frauen in den eigenen Texten und Bildern ausgewertet. Eine Studie des Forschungszentrums Öffentlichkeit und Gesellschaft (fög) an der Universität Zürich hatte für die Jahre 2015 bis 2020 einen Anteil von 23 % Artikel über Frauen und 77 % über Männer in schweizerischen Medien ergeben: „über alle Sprachregionen und Medientypen hinweg nahezu unverändert“. Im Frühjahr 2021 hatte die Spiegel-Redaktion eine Statistik zu allen ihren Artikeln des Jahres 2020 veröffentlicht: Frauen wurden insgesamt 28.000 Mal erwähnt (21 %), Männer 107.000 Mal (79 % von 135.000).
Ebenfalls im Oktober 2021 erklärten die Blick-Gruppe sowie die NZZ-Mediengruppe, keine Genderzeichen zu verwenden. Die TX Group sei dabei, einen Sprachleitfaden für ihre deutschsprachigen Publikationen zu erarbeiten. Das Online-Magazin Republik will ohne Sonderzeichen gendern und bevorzugt die wechselweise Nennung von männlicher und weiblicher Form (abwechselndes Gendern). Genderzeichen werden genutzt von 20 Minuten, Annabelle und WOZ (Details).

#### Öffentlich-rechtliche Sender
Während ZDF, NDR, rbb und SR die Verwendung von Gendersternchen auch in gesprochener Form zulassen, erlauben einige öffentlich-rechtliche Sender weder Genderzeichen noch Gender-Sprechpausen in ihren Programmen.
 Schweizer Radio und Fernsehen
Im April 2021 veröffentlichte das Schweizer Radio und Fernsehen (SRF) neue Leitlinien zum Gendern, nach denen der Genderstern zu vermeiden sei. Auf Instagram schreibt SRF News allerdings: «Er ist barrierefrei: Wir gendern neu mit Doppelpunkt». Für bestimmte Formate und für ein jüngeres Publikum könne er genutzt werden, auch mit gesprochener Gender-Pause (Glottisschlag). Im Juli erklärt die Ombudsstelle der Schweizerischen Radio- und Fernsehgesellschaft (SRG), das generische Maskulinum sei „nicht mehr angebracht und nicht mehr zeitgemäss“: Es sollen in den „Radio- und TV-Programmen wenn immer möglich beide Formen (‚Politikerinnen und Politiker‘) oder geschlechtsneutrale Formulierungen (‚Demonstrierende‘) verwendet werden.“ Der Gender-Doppelpunkt (Parlamentarier:innen, Politiker:innen) solle beim SRF nur dort genutzt werden, „wo ein jüngeres Publikum angesprochen ist, das mit dieser Form der Gendersprache besser vertraut ist. Also in erster Linie bei Social-Media-Inhalten.“
 Bayerischer Rundfunk
Ende 2020 erklärte Thomas Hinrichs, Informationsdirektor des Bayerischen Rundfunks (BR), dass nur der Jugendkanal PULS und der eigene LGBQT-Postcast die Gender-Pause nutzen dürfen. Die grüne Rundfunkrätin Sanne Kurz kritisierte, dass Hinrichs mit seiner Äußerung Redaktionen bevormunde und ihnen diktiere, „wie Beiträge getextet werden müssen, wie moderiert werden muss, und er erzieht mit dem Verbot die Gesellschaft zur Ignoranz gegenüber Menschen, die sich nicht binärgeschlechtlich verorten.“ Im August 2021 erklärte eine Sprecherin, der BR würde sehr auf geschlechtergerechte Sprache achten – aber ohne (gesprochene) Gendersternchen, außer bei „jungen Angeboten“, bei deren Zielgruppen das Sternchen bereits etabliert und akzeptiert sei; bis zum Jahresende würden Erfahrungen gesammelt und ausgewertet. Die Intendantin Katja Wildermuth bezeichnete die Auseinandersetzungen über das Gendern als „sehr interessante, dynamische“ Debatte: „Was ich daran gut finde, ist, dass es zu einer Sensibilisierung des Sprachgebrauchs geführt hat, zu einer gewissen Selbstbeobachtung und zum Hinterfragen der eigenen Praxis“.

#### Deutsches Bundesfamilienministerium
Mitte September 2021 schickte die Bundesministerin für Familie, Senioren, Frauen und Jugend, Christine Lambrecht (SPD), eine „Arbeits- und Orientierungshilfe“ an alle obersten Bundesbehörden mit der Empfehlung, „Sonderzeichen als Wortbestandteile in der offiziellen Kommunikation nicht zu verwenden“ (keine Genderzeichen oder Binnen-I). Ausdrücklich empfohlen wird die Vermeidung des generischen Maskulinums, wenn auch eine weibliche Form existiere (Kunde / Kundin). Ausgenommen werden abstrakte oder juristische Personen. Ein „pragmatischer Umgang“ wird angeregt für zusammengesetzte Wörter (Komposita). Bevorzugt sollen geschlechtsneutrale Bezeichnungen verwendet werden; sollte das nicht möglich sein, dann Beidnennungen. Die Nennung von weiblicher und männlicher Form sei „grundsätzlich annehmbar“, weil der Anteil diversgeschlechtlicher Personen „sehr gering ist“. Als Bundesjustizministerin hatte Lambrecht ein Jahr zuvor einen Gesetzentwurf vorgelegt, der über 600 Bezeichnungen im generischen Femininum enthielt (Details).

#### Regelungen zu Genderzeichen an Schulen
2016 verabschiedete die deutsche Kultusministerkonferenz Leitlinien zur Sicherung der Chancengleichheit durch geschlechtersensible schulische Bildung und Erziehung, wonach die Sprache an Schulen eine wichtige Rolle in der Geschlechtergerechtigkeit spiele. Als Vorgabe wurde genannt: Die „mündliche und schriftliche Kommunikation im Unterricht und in außerunterrichtlichen Kontexten beachtet geschlechtersensible Formulierungen“ (siehe auch Umgang von Schulbuchverlagen mit dem Gendern).
Im Stadtstaat Bremen können seit 2021 offizielle Schulschreiben als geschlechtersensible Form den Doppelpunkt nutzen – Regelungen zu Genderzeichen in Unterricht und Schulalltag bleiben den Schulleitungen freigestellt.
Baden-Württembergs Kultusministerium (Theresa Schopper, Grüne) erklärte Mitte 2021, es bleibe den Schulleitungen überlassen, ob sie Genderzeichen als geschlechtersensible Schreibweise in Aufsätzen und Prüfungen zulassen oder in offiziellen Dokumenten verwenden.
Brandenburgs Bildungsministerin Britta Ernst (SPD) – damalige Präsidentin der Kultusministerkonferenz – erklärte im September 2021: „Für Schule, Verwaltung und Rechtspflege gilt das amtliche Regelwerk der deutschen Rechtschreibung – und dieses sieht die Sonderzeichen nicht vor. […] Aus dieser Klarheit ist schon ganz logisch, nichts verbieten müssen, was gar nicht erlaubt ist.“

##### Sachsen
Ende August 2021 schickte das Sächsische Staatsministerium für Kultus (Christian Piwarz, CDU) ein offizielles Schreiben an die Schulleitungen des Landes:

„Die Verwendung von Sonderzeichen, wie Gender-Stern, Gender-Doppelpunkt, Gender-Unterstrich oder Doppelpunkt im Wortinneren, erfüllt weder die Kriterien für eine gendergerechte Schreibung noch entspricht sie den aktuellen Festlegungen des Amtlichen Regelwerks, welches die Grundlage für die deutsche Rechtschreibung bildet und somit auch für die Schulen gilt. Diese Zeichen sind daher im Bereich der Schule und in offiziellen Schreiben von Schulen nicht zu verwenden. Für die normgerechte Umsetzung einer geschlechtergerechten Schreibweise sollen folgende Möglichkeiten zur Anwendung kommen: geschlechtsbezogene Paarformen (z. B. Schülerinnen und Schüler), geschlechtsneutrale Formulierungen (z. B. Lehrkräfte, Personal, Jugendliche), Passivformen und Umschreibungen.“

##### Schleswig-Holstein
Anfang September 2021 erließ Schleswig-Holsteins Bildungsministerin Karin Prien (CDU) ein Verbot der Nutzung von Genderzeichen an den Schulen; genau wie Binnen-I und Schrägstrich ohne Ergänzungsstrich seien sie als Rechtschreibfehler anzusehen. Empfohlen werden weiterhin Beidnennung und geschlechtsneutrale Formulierungen. Im Juni hatte die Landesschüler*innenvertretung der Gymnasien in Schleswig-Holstein die Erlaubnis gefordert, mit Genderzeichen schreiben zu können; auch das Landesschülerparlament hatte eine entsprechende Resolution verabschiedet. Die Gewerkschaft Erziehung und Wissenschaft (GEW) unterstützte die Forderung, der Philologenverband lehnte sie ab.

##### Bayern
Bayern kündigte im Dezember 2023 Schritte gegen Gendersprache an. Auf Vorschlag von Bayerns Innenminister Joachim Herrmann beschloss das bayerische Kabinett im März 2024 eine Änderung der Allgemeinen Geschäftsordnung für die Behörden des Freistaates Bayern (AGO) mit der mehrgeschlechtliche „Schreibweisen durch Wortbinnenzeichen wie Genderstern, Doppelpunkt, Gender-Gap oder Mediopunkt“ für Lehrkräfte ausdrücklich verboten wird.

#### Politische Initiativen und Referenden
Als Reaktion auf ein Reglement der Stadt Zürich, das 2022 den Genderstern in städtischen Schriftstücken vorschrieb, reichte ein Komitee unter der Führung der Co-Präsidentin der städtischen Schweizerischen Volkspartei die städtische Volksinitiative «Tschüss Genderstern!» ein. Diese untersagt den Behörden die «Verwendung von Sonderzeichen innerhalb einzelner Wörter». Die Initiative wurde am 24. November 2024 mit 57 % Nein-Stimmen abgelehnt.